# Europäischer Haftbefehl II
Der Europäischer-Haftbefehl-II-Beschluss des Bundesverfassungsgerichts ist eine Entscheidung vom 15. Dezember 2015 zur Rechtsprechungskompetenz gegen einen europäischen Haftbefehl.

## Hintergrund
Während das Bundesverfassungsgericht im Solange-II-Beschluss eine grundsätzliche Nichtüberprüfbarkeit des Unionsrechts festgestellt hatte, solange der Europäische Gerichtshof einen vergleichbaren Grundrechtsschutz biete, hatte sich das Gericht im Lissabon-Urteil von 2009 vorbehalten, Unionsrechtsakte daraufhin zu prüfen, ob sie gegen die unveränderlichen, identitätsstiftenden Verfassungsgarantien des Grundgesetzes nach Art. 79 Abs. 3 GG, d. h. insbesondere gegen die Menschenwürde (Art. 1 Abs. 1 GG) und die Verfassungsgrundsätze des Art. 20 GG, verstoßen (sog. Identitätskontrolle). Da der deutsche Gesetzgeber bei der Übertragung von Kompetenzen auf die Union diese Verfassungsgarantien zu Gunsten der Union nicht einschränken könne, dürften auch die Hoheitsakte der Union und darauf basierende Maßnahmen diese Garantien nicht verletzen.
Den Beschluss vom 15. Dezember 2015 nimmt das Gericht zum Anlass, die verfahrensrechtlichen und materiell-rechtlichen Konturen der Identitätskontrolle hinsichtlich ihres Inhalts, ihres Umfangs und ihrer Zulässigkeit weiter zu präzisieren. In dem Urteil betont das Gericht, dass es Maßnahmen, die auf Unionsrecht beruhen, bei möglichen Verletzungen der Menschenwürde im Rahmen der Identitätskontrolle uneingeschränkt und im Einzelfall überprüfe.
Aufgrund seiner Bedeutung für das Verhältnis von deutschem Verfassungsrecht und Unionsrecht wurde der Beschluss teilweise auch als Solange III bezeichnet. Diese Bezeichnung wurde zuvor informell auch für das Lissabon-Urteil benutzt. Der Bezeichnung „Solange III“ schließt sich der zuständige Senat ausdrücklich an.

## Sachverhalt
Ein Staatsangehöriger der Vereinigten Staaten war mit rechtskräftigem Urteil der Corte di Appello von Florenz aus dem Jahr 1992 in Abwesenheit wegen Mitgliedschaft in einer kriminellen Vereinigung sowie der Einfuhr und des Besitzes von Kokain zu einer Freiheitsstrafe von 30 Jahren verurteilt worden. Im Jahr 2014 wurde er aufgrund eines Auslieferungsersuchens der Italienischen Republik, das sich auf einen europäischen Haftbefehl der Generalstaatsanwaltschaft bei der Corte di Appello von Florenz aus demselben Jahr stützt, in Deutschland festgenommen. Es wurde die Auslieferung zur Vollstreckung der verhängten Freiheitsstrafe begehrt, obwohl aus dem europäischen Haftbefehl hervorging, dass dem Festgenommenen das zugrunde liegende Urteil aus dem Jahr 1992 nicht persönlich zugestellt worden war.
Mit Beschluss vom 7. November 2014 erklärte das Oberlandesgericht Düsseldorf die Auslieferung dennoch für zulässig.
Der Verurteilte legte daraufhin Verfassungsbeschwerde ein und rügt unter anderem eine Verletzung seiner Grundrechte aus Art. 1 GG sowie seines Grundrechts auf ein faires Verfahren (Art. 2 Abs. 1 i. V. m. Art. 20 Abs. 3 GG, Art. 6 Abs. 3 EMRK). Er habe zu keinem Zeitpunkt davon Kenntnis gehabt, dass in Italien ein Ermittlungs- beziehungsweise Strafverfahren gegen ihn geführt worden sei. Zudem sei nicht gewährleistet, dass ihm nach seiner Auslieferung das Recht auf ein Gerichtsverfahren eingeräumt werde, in dem die Tatvorwürfe in seiner Anwesenheit erneut in tatsächlicher und rechtlicher Hinsicht überprüft würden. Seine Auslieferung sei daher nach dem EU-Rahmenbeschluss zum Europäischen Haftbefehl (Art. 4a Abs. 1 RbEuHb) zu verweigern.

## Urteil des Bundesverfassungsgerichts
Die Verfassungsbeschwerde war erfolgreich. Der Beschluss des OLG Düsseldorf vom 7. November 2014 wurde aufgehoben.
Die Verurteilung eines Angeklagten in seiner Abwesenheit sei mit dem von der Menschenwürdegarantie umfassten Recht auf ein faires Verfahren (Art. 104 GG) nicht vereinbar, außerdem verbiete auch das Europarecht eine Auslieferung bei einer „eklatanten Verweigerung eines fairen Verfahrens“.
Das BVerfG sah die Feststellungen des OLG zu der Frage, ob der Beschwerdeführer nach der Auslieferung die Möglichkeit habe, auf das Verfahren einzuwirken, sich zu den Vorwürfen zu äußern und entlastende Umstände vorzutragen, als nicht ausreichend an und verwies die Sache zur erneuten Entscheidung an das OLG zurück.

## Rechtsprechung des Europäischen Gerichtshofs
Im Melloni-Urteil des EuGH hatte dieser im Jahr 2013 eine ähnliche Fallkonstellation zu beurteilen, aber zu Lasten eines in Abwesenheit Verurteilten entschieden, wohl um den europäischen Haftbefehl und damit die einheitliche Anwendung des Unionsrechts nicht zu gefährden.
Mit dem Aranyosi und Caldararu-Urteil vom 5. April 2016 lehnte der EuGH die Vollstreckung eines europäischen Haftbefehls aufgrund der Gefahr unmenschlicher oder erniedrigender Behandlung im Ausstellungsmitgliedstaat aufgrund des unionsrechtlichen Menschenwürdeschutzes indessen ab und reagierte somit wohl auf das Urteil des Bundesverfassungsgerichts, indem es eine deutlich höhere Grundrechtssensibilität zeigte als noch in Melloni.